# Ebo bucklei
Ebo bucklei là một loài nhện trong họ Philodromidae.
Loài này thuộc chi Ebo. Ebo bucklei được Norman I. Platnick miêu tả năm 1972.